# Teresa de Los Andes

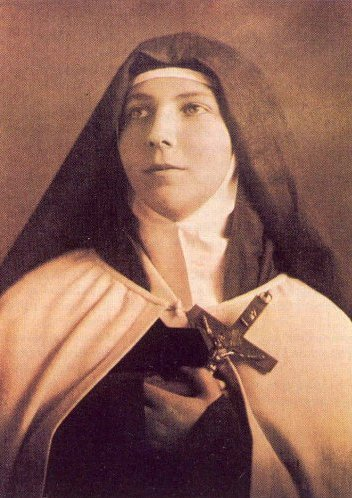
Teresa de Los Andes

Teresa de Jesús de Los Andes, geboren als Juana Enriqueta Josefina de los Sagrados Corazones Fernández Solar, (* 13. Juli 1900 in Santiago de Chile; † 12. April 1920 in Los Andes in Chile) war Nonne im Orden der Unbeschuhten Karmelitinnen. Sie wird in der römisch-katholischen Kirche als Heilige verehrt. Ihr Ordensname erinnert an Teresa von Ávila, als Heilige wird sie unter dem Namen Santa Teresa de Los Andes verehrt.

## Leben
Im Jahre 1914 las Juanita die Autobiographie Geschichte einer Seele der französischen Karmelitin Thérèse von Lisieux. Dieses Buch hatte einen nachhaltigen Einfluss auf ihren bereits stark ausgeprägten Glauben, und sie erkannte, dass sie Gott dienen wollte. Am 15. April 1915 sagte sie ihrer jüngeren Schwester Rebecca, sie hätte eine Berufung in den Karmel. Anfang 1917 begann sie, die Lebensgeschichte (Vida) der Ordensgründerin Teresa von Ávila zu lesen. Später wurde sie stark von den Schriften der französischen Karmelitin Elisabeth von der Dreifaltigkeit beeinflusst.
Am 7. Mai 1919 trat Juanita Fernández Solar im Alter von 18 Jahren bei den Unbeschuhten Karmelitinnen in Los Andes ein und erhielt zur Einkleidung den Ordensnamen Teresa de Jesús an, den auch Teresa von Ávila geführt hatte und unter dem die Ordensstifterin im spanischsprachigen Raum bekannt ist.
Sie entstammte der Landaristokratie Chiles. Durch ihr Beispiel und ihre Briefe wählten viele junge Frauen aus der gehobenen Gesellschaftsschicht, darunter ihre jüngere Schwester, das geweihte Leben.
Das Kloster bot Teresa den kontemplativen Lebensstil, das sie sich wünschte und die Freude am Leben in einer Gemeinschaft von Frauen, die ihr Leben ausschließlich Gott geweiht hatten. Im Alter von 19 Jahren bekam Sr. Teresa Flecktyphus und starb in der Osterwoche 1920. Wenige Tage zuvor, am 7. April 1920, legte sie um halb ein Uhr nachts ihre feierliche Profess in articulo mortis (im Angesicht des Todes) ab. (Das Bild im Habit der Professen wurde vor ihrem Eintritt in den Karmel von einem Fotografen gemacht).

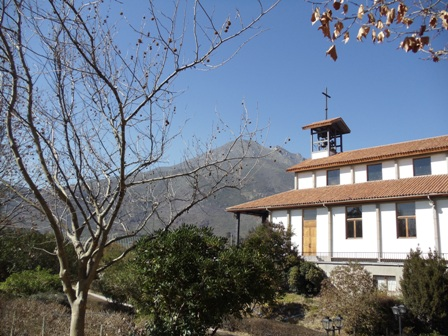
Wallfahrtsort Auco nördlich von Santiago

Von Teresa de Los Andes sind 164 Briefe und ein Tagebuch erhalten. In den Briefen aus der Schulzeit an den Beichtvater, und später an die Priorin des Karmels von Los Andes (ab September 1917), wird ihr Weg hin zu einem kontemplativen Leben in der Klausur deutlich. Als Novizin setzte sie mit Erlaubnis der Priorin ihre Korrespondenz fort und berichtete vor allem vom Leben in der Klausur. Im Tagebuch sind ihre mystischen Erfahrungen niedergeschrieben.
Am 3. April 1987 erfolgte ihre Seligsprechung durch Papst Johannes Paul II. bei seinem Besuch in Santiago de Chile. Bei ihrer Heiligsprechung am 21. März 1993 nannte Papst Johannes Paul II. Teresa von Jesus „Licht Christi für die ganze Kirche Chiles“. Ihr Gedenktag ist der 13. Juli.
Etwa 100.000 Pilger besuchen monatlich ihren Wallfahrtsort Auco, in der Nähe der Stadt Los Andes. Teresa de Los Andes ist die erste Chilenin, die heiliggesprochen wurde und besonders bei den Frauen und bei der Jugend beliebt. Sie ist auch die erste heiliggesprochene Unbeschuhte Karmelitin außerhalb Europas und die vierte heilige Karmelitin mit dem Namen Teresa (nach Teresa von Ávila, Teresa Margareta Redi und Thérèse vom Kinde Jesus). Am 11. Oktober 1998 kam Teresia Benedicta vom Kreuz als fünfte hinzu.
Im Vatikan wurde im Oktober 2004 eine fast sechs Meter hohe Statue der Heiligen in einer Nische aufgestellt, ein Vorrecht, das normalerweise nur Ordensgründern zusteht.

## Verfilmungen
- Fünfteiliger biographischer Fernsehfilm: Sor Teresa de Los Andes. 1989.[7] Die Darstellerin der Heiligen[8] Paulina Urrutia, wurde 2006 Kulturministerin Chiles.[9]